# 明智五宿老
明智五宿老（あけちごしゅくろう）は、室町時代から安土桃山時代に、明智光秀の重臣として仕えた5人を指す。

## 概要
光秀が本能寺の変を決意した際、いち早くその決意を打ち明けられた重臣たちであり、光秀と共に織田信長、織田信忠暗殺を成し遂げる。しかしながらその後の山崎の戦いで光秀と共に全員敗死する。

## 該当者
- 明智秀満（左馬助）：光秀の従弟（諸説あり）
- 明智光忠（次右衛門）：光秀の従弟（諸説あり）
- 斎藤利三（内蔵助）
- 藤田行政（伝五）
- 溝尾茂朝（庄兵衛）

## 本能寺の変における光秀と五宿老
天正10年6月1日（1582年6月20日）、光秀軍は毛利攻めのために丹波亀山城を出陣する。篠村八幡宮にて、光秀が5人に信長暗殺計画を打ち明ける。
6月2日（6月21日）未明、信長のいる本能寺を襲撃する。
第一陣の大将は明智秀満。
第二陣の大将は明智光忠。藤田行政、溝尾茂朝を従える。
第三陣の大将が総大将の明智光秀。斎藤利三を従える。
織田信長は自害、または焼死したと思われるが遺体は見つけられなかった。
織田信忠は妙覚寺から二条新御所へ移るも光秀軍に襲撃され自害。
明智光忠は鉄砲で撃たれ重傷を負う。
斎藤利三は信忠軍にいた義弟（利三の妻の兄弟）である斎藤利治を討つ。

## 本能寺の変後の光秀と五宿老
明智秀満は安土城の守備へ。
明智光忠は療養のため知恩院へ。
6月10日、藤田行政は大和郡山城主筒井順慶を明智方に勧誘すべく郡山まで赴いたが失敗に終わる。

## 山崎の戦いにおける光秀と五宿老
6月13日（7月2日）、光秀は斎藤利三、藤田行政、溝尾茂朝と共に、備中高松城の戦いからの中国大返しで駆け付けた羽柴秀吉を天王山の麓の山崎で迎え撃つ。
だが山崎の戦いに敗れて、光秀は溝尾茂朝と勝龍寺城に帰城するも秀吉軍の追撃を受け城を放棄し坂本城へ落ち延びようする。しかし、光秀が落ち武者狩りの百姓によって致命傷を負わされる。明智光秀は自害し、溝尾茂朝が介錯を務めた。溝尾茂朝は首を竹藪に隠すと坂本城へ。明智秀満は安土城で、明智光忠は知恩院で光秀の敗戦を知る。
6月14日（7月3日）、明智秀満、明智光忠は坂本城へ。明智秀満は、光秀が集めた財宝が失われるのを惜しみ、目録を添えて包囲軍の堀直政に渡した。その後、光秀の妻子と自分の妻子を刺殺し城に火を放ち、明智光忠、溝尾茂朝と共に自刃した。藤田行政は負傷して淀まで敗走していたが、勝龍寺城陥落を聞き自刃した。
斎藤利三は、敗走していたが近江堅田で捕まり、6月17日（7月6日）、六条河原で斬首された。